# ヘリコプターマネー
ヘリコプターマネー（英語：helicopter money、略称：ヘリマネ）は、中央銀行または政府が、対価を取らず、国債買い入れで財政資金を供給して、大量の貨幣を市中に供給する経済政策。

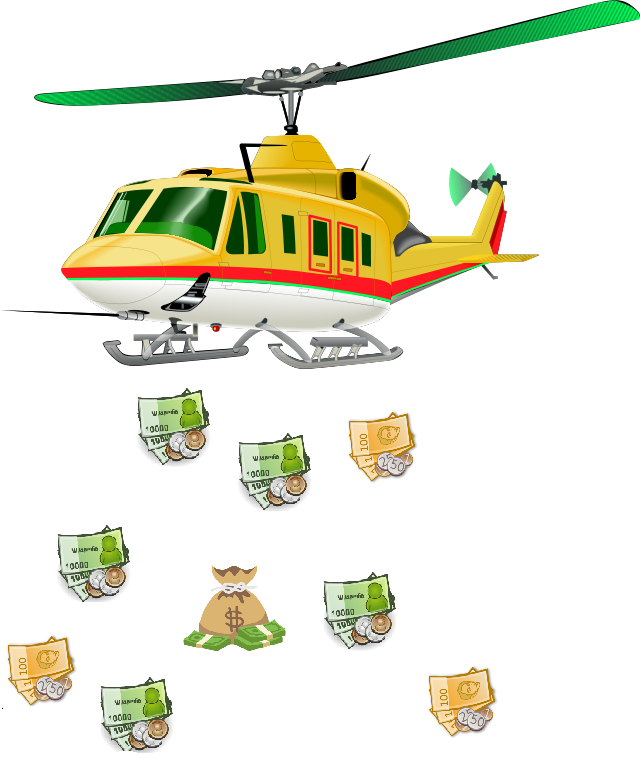
ヘリコプターマネーのアニメーション

## 歴史
1969年、後にノーベル経済学賞を受賞する米国の経済学者ミルトン・フリードマンが論文の中で提案したのがヘリコプター・マネーという用語の初出である。文字通り、まるで「ヘリコプターからマネー（お金・現金）をばらまく」ように、中央銀行や政府が国民に対して無条件に（制限、条件、対価等無く）現金を給付する経済政策を意味する。

## 参照
1. ↑  究極の経済政策？　「ヘリコプターマネー」とは
2. ↑  デジタル大辞泉の解説: ヘリコプター‐マネー（helicopter money）